# Badme
Badme (in italiano, desueto, Badammé) è una città dell'Eritrea, fino al 2018 oggetto di una disputa territoriale fra Eritrea ed Etiopia.

## Storia
A causa dell'imprecisa definizione della frontiera stabilita nel 1902 fra la colonia italiana d'Eritrea e l'Impero d'Etiopia, lo status della località e delle aree circostanti non era del tutto chiaro. Il territorio sarebbe stato comunque riconosciuto come eritreo, nel 1977, da parte del Fronte Popolare di Liberazione del Tigrè (TPLF, precursore del Fronte Democratico Rivoluzionario del Popolo Etiope, attuale coalizione di governo di Addis Abeba), con un accordo di "cessione" in favore del Fronte di Liberazione del Popolo Eritreo. Le due formazioni erano allora alleate contro il regime del Derg.
Con l'indipendenza eritrea, nel 1993, si pose il problema della definizione dei confini, sfociato nel 1998 nella guerra fra Etiopia ed Eritrea che ebbe fine nel 2000 con l'accordo di Algeri. Il trattato rimise la definizione delle frontiere ad una commissione ad hoc della Corte dell'Aia, con l'invio, a garanzia del cessate il fuoco, della missione sotto l'egida dell'ONU denominata UNMEE.
Nel 2002 la Commissione per i confini assegnò all'Eritrea il territorio conteso ma l'Etiopia si rifiutò di riconoscere le decisioni della Corte internazionale di giustizia, mantenendo l'occupazione militare della città. 
Nel 2008 inoltre cessò la missione UNMEE, determinando nuove gravissime tensioni.
La disputa si risolse il 5 giugno 2018, con l'annuncio dell'Etiopia di accettare l'accordo di Algeri per favorire una riconciliazione fra i due paesi, ritirando l'esercito da Badme e restituendo la città all'Eritrea.